# Governació de Sa'dah
La governació de Sa'dah és un dels estats del Iemen. Està ubicada al nord del país i fa frontera amb l'Aràbia Saudita. Té una població de 887.482 habitants (2012), és a dir, prop d'un 2,4% de la població total del Iemen. La seva capital és la ciutat de Sa'dah, amb 70.203 habitants (2013). Aquesta demarcació és una de les àrees més inaccessibles de la nació i es troba entre les més pobres del país.
Des del juny del 2004, en aquesta regió hi està tenint lloc una rebel·lió zaidita en contra del govern del Iemen.